# Giovanni Battista Martini
Pour les articles homonymes, voir Martini.
Ne pas confondre avec les compositeurs Giovanni Battista Sammartini et Jean Paul Égide Martini
Œuvres principales
- Saggio fondamentale pratico di contrapunto sopra il canto fermo

Giovanni Battista Martini nommé aussi Padre Martini (né le 24 avril 1706 à Bologne en Emilia-Romagna et mort 3 août 1784 dans la même ville) est un compositeur et théoricien de la musique italienne .

## Biographie
Homme très cultivé, il était chanteur, claveciniste, violoniste, théologien, prêtre, mathématicien et philosophe. Doté d'un très bon caractère, il se lia d'amitié avec le pape Clément XIV, Frédéric-Guillaume II de Prusse... mais aussi avec Mozart jeune, qui l'estimera toute sa vie. Il a également fait la connaissance du compositeur bohémien Václav Pichl, maître de chapelle auprès de l'archiduc Ferdinand d'Este, gouverneur autrichien de la Lombardie.
Parmi ses disciples : le violoniste italien Giovanni Battista Cirri, Stanislao Mattei.
Ses relations lui firent parvenir de nombreux documents, à tel point que sa bibliothèque comptait 17 000 ouvrages.
Il constitue à Bologne une galerie de portraits de musiciens célèbres. Le compositeur et organiste Johann Christian Bach, alors à Londres demande un portrait de lui à Thomas Gainsborough pour son maître. Une deuxième version vers 1776 a probablement été peinte pour Bach lui-même.

## Œuvre

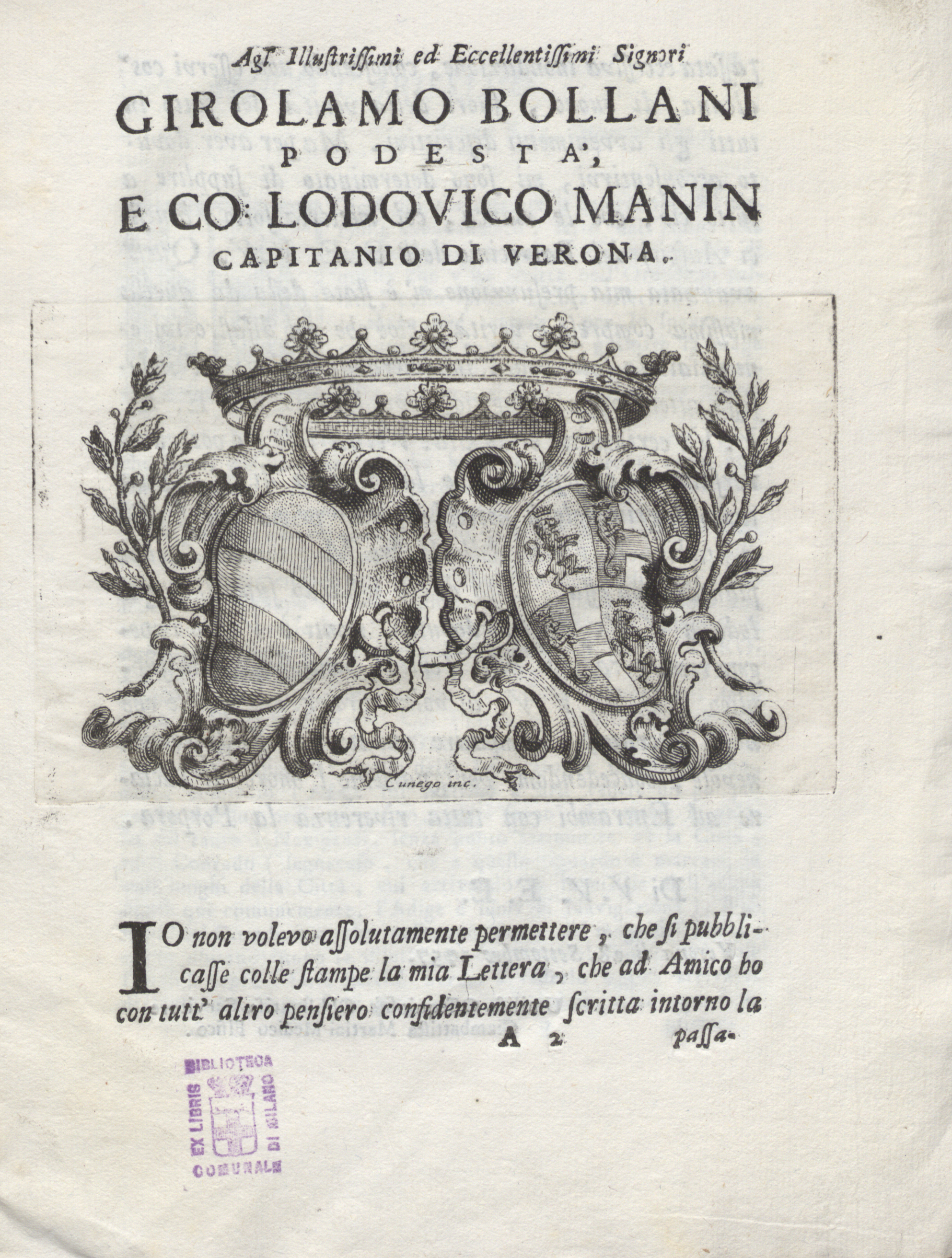
Lettera famigliare intorno l'inondazione di Verona (1757)

Il ne composa que 3 oratorios, des sonates (dans un style contrapuntique proche de JS Bach), quelques opéras bouffe, une messe, un Requiem, ainsi que diverses œuvres religieuses, notamment des répons des ténèbres de la semaine sainte.
Ses contributions les plus notoires à la musique se trouvent dans ses écrits :
- le traité du contrepoint L'esemplare o sia saggio fondamentale pratico di contrapunto sopra il canto fermo (Bologne 1774, 2 tomes) (Bologne 1757-1781, 3 tomes) ;
- l'ouvrage historiographique Storia della musica (Bologne 1757-1781, 3 tomes), bien qu'inachevé et manquant d'un plan d'ensemble, fut plus tard une source importante pour de nombreux historiens de la musique.

## Discographie
- 12 Sonates pour orgue ou clavecin - Susanna Piolanti, clavecin - Tactus (3 CD)